# Филмографија Кристофера Нолана
Кристофер Нолан (1970) британско-амерички је филмски редитељ, продуцент и сценариста.
Његов филмски редитељски деби био је нео-ноар крими трилер Following (1998) који је направљен са скромним буџетом од 6.000 долара. Две године касније режирао је психолошки трилер Мементо (2000) у којем је Гај Пирс играо човека који пати од антероградне амнезије (краткотрајног губитка памћења), док трага за убицама своје жене. Слично његовом дебитантском играном филму, имао је нелинеарну наративну структуру и био је његов пробој филм. Критичари су хвалили филм и био је изненађујући комерцијални успех. Нолан је за филм добио прву номинацију за награду Удружења америчких режисера за најбољу режију – играни филм, а за писање сценарија номинован је за Оскара за најбољи оригинални сценарио. Затим је режирао римејк мистериозне трилера Несаница (2002) у којем су глумили Ал Паћино, Робин Вилијамс и Хилари Свонк. То је био његов први филм за Warner Bros. и остварио је критички и комерцијални успех.
Године 2005. Нолан је режирао суперхеројски филм о постанку суперхероја Бетмена за компанију Warner Bros, Бетмен почиње, у којем је главну улогу тумачио Кристијан Бејл. Следеће године режирао је психолошки трилер Престиж (2006) у којем су Бејл и Хју Џекман играли илузионисте ривале из 19. века. Његов следећи филм био је наставак филма Бетмен почиње, Мрачни витез, у којем је Бејл поновио своју улогу Бетмена насупрот Хиту Леџеру као Џокеру. Филм је глобално зарадио преко милијарду долара, и имао је највећи приход у 2008. години. Имао је осам номинација на 81. додели Оскара, а Нолан је тада остварио и другу номинацију на додели награда Удружења америчких режисера. Године 2010. режирао је акциони филм Почетак са Леонардом Дикаприом у главној улози  у којој тумачи лик лопова који предводи тим који краде информације улазећи у нечију подсвест. Добио је номинације за најбољи филм на  додели Оскара, БАФТА и Златног глобуса; сам Нолан је добио трећу номинацију на наградама Удружења америчких режисера.
Две године касније, режирао је Успон Мрачног Витеза (2012), који је зарадио у свету на благајнама од преко милијарду долара. Након тога је продуцирао суперхеројски филм Зака Снајдера Човек од челика (2013) и режирао научнофантастични филм Међузвездани (2014), у којем су глумили Метју Меконахи, Ен Хетавеј и Џесика Честејн. Филм је освојио награду Сатурн за најбољи научнофантастични филм.
Нолан је 2017. режирао хваљени ратни филм Дункирк, за који је добио прву номинацију за Оскара за најбољу режију. Три године касније режирао је научнофантастични филм Тенет (2020). Његов следећи филм је био Опенхајмер, биографски филм о Џеј Роберту Опенхајмеру, са Килијаном Марфијем у главној улози, који је премијерно приказан у биоскопима 2023. године.

## Дугометражни играни филмови
| Година | Наслов                                   | Режисер | Сценариста | Продуцент | Ref(s)               |
| ------ | ---------------------------------------- | ------- | ---------- | --------- | -------------------- |
| 1998   | Праћење                                  | Да      | Да         | Да        | [ 26 ]               |
| 2000   | Mементо                                  | Да      | Да         | Не        | [ 26 ] [ 27 ] [ 28 ] |
| 2002   | Несаница                                 | Да      | Не         | Не        | [ 26 ] [ 27 ]        |
| 2005   | Бетмен почиње                            | Да      | Да         | Не        | [ 26 ] [ 27 ]        |
| 2006   | Престиж                                  | Да      | Да         | Да        | [ 26 ] [ 27 ]        |
| 2008   | Мрачни Витез                             | Да      | Да         | Да        | [ 26 ] [ 27 ]        |
| 2010   | Почетак                                  | Да      | Да         | Да        | [ 26 ] [ 27 ]        |
| 2012   | Успон Мрачног Витеза                     | Да      | Да         | Да        | [ 26 ] [ 27 ]        |
| 2013   | Човек од челика                          | Не      | Прича      | Да        | [ 26 ]               |
| 2014   | Виртуелна свест                          | Не      | Не         | Извршни   | [ 26 ] [ 27 ]        |
| 2014   | Међузвездани                             | Да      | Да         | Да        | [ 26 ] [ 27 ]        |
| 2016   | Бетмен против Супермена: Зора праведника | Не      | Не         | Извршни   | [ 26 ] [ 27 ]        |
| 2017   | Денкерк                                  | Да      | Да         | Да        | [ 26 ] [ 27 ]        |
| 2017   | Лига правде                              | Не      | Не         | Извршни   | [ 26 ] [ 27 ]        |
| 2020   | Тенет                                    | Да      | Да         | Да        | [ 10 ] [ 29 ]        |
| 2021   | Лига правде Зака Снајдера                | Не      | Не         | Извршни   | [ 30 ]               |
| 2023   | Опенхајмер                               | Да      | Да         | Да        | [ 31 ]               |
| 2026   | Одисеја                                  | Да      | Да         | Да        | [ 32 ]               |

## Краткометражни филмови
| Година | Наслов            | Режисер | Сценариста | Продуцент | Notes                                                                       | Ref(s)        |
| ------ | ----------------- | ------- | ---------- | --------- | --------------------------------------------------------------------------- | ------------- |
| 1990   | Tarantella        | Да      | Да         | Да        | Без званичне дистрибуције, доступан на Media Burn Independent Video Archive | [ 26 ] [ 33 ] |
| 1996   | Larceny           | Да      | Да         | Да        | Без званичне дистрибуције                                                   | [ 26 ] [ 27 ] |
| 1997   | Doodlebug         | Да      | Да         | Да        | Такође монтажер и директор фотографија                                      | [ 26 ]        |
| 2015   | Quay              | Да      | Не         | Да        | Такође монтажер, директор фотографија и композитор Кратки документарни филм | [ 26 ]        |
| 2019   | The Doll's Breath | Не      | Не         | Извршни   | Кратки играни филм                                                          | [ 34 ]        |

## Појављивања у документарним филмовима
| Година | Наслов                                     | Ref(s)        |
| ------ | ------------------------------------------ | ------------- |
| 2011   | Ове невероватне сенке                      | [ 27 ]        |
| 2012   | Раме уз раме                               | [ 26 ] [ 27 ] |
| 2016   | Cinema Futures                             | [ 35 ]        |
| 2018   | Прича о научној фантастици Џејмса Камерона | [ 36 ]        |
| 2019   | Прављење таласа: Уметност филмског звука   | [ 37 ]        |